# Limnaecia chrysothorax
Limnaecia chrysothorax là một loài bướm đêm thuộc họ Cosmopterigidae. Nó được tìm thấy ở Úc.